# Sato Yuta
Yuta Sato (sinh ngày 13 tháng 5 năm 1995) là một cầu thủ bóng đá người Nhật Bản.

## Sự nghiệp câu lạc bộ
Yuta Sato đã từng chơi cho YSCC Yokohama.